# Stagno di Sa Mattanosa
Lo stagno di Sa Mattanosa è una zona umida situata  in prossimità  della costa centro-orientale della Sardegna. È limitrofo all'omonima spiaggia e appartiene amministrativamente al comune di Orosei.